# Кунд, Рихард
Рихард Кунд (нем. Richard Kund; 1852—1904) — прусский военный и путешественник, исследователь Африки.

## Биография
Кунд родился 19 июня 1852 г. в Циленциле (ныне Суленцин).
В 1884 по поручению Африканского общества, предпринял экспедицию из Леопольдвиля у Стенли-пуля к Куанго, откуда проник к Икатте (Лукенье или Мфини) и исследовал её верхнее течение до 21°30' в. д. и 3°20' ю. ш. Раненый туземцами, он в январе 1886 вернулся. В 1887 он отправился, на службе германского правительства, в Камерун, чтобы исследовать, подчинить и открыть германской торговле южную часть колонии; по берегу Ньонга достиг территорий, находившихся под влиянием суданского государства Адамовы, открыл среднее течение реки Санаги и на ней водопад, названный им Нахтигаловым. В 1888 году Кунд основал станцию на Санаге, в 1889 — на Джаунде.
Исследователь скончался 31 июля 1904 г. в Зеллине на острове Рюген.